# På gränsen med Peter Jihde
På gränsen med Peter Jihde är ett svensk TV-program som hade premiär på TV3 den 9 april 2019. Första säsongen bestod av 5 avsnitt om vardera 43 minuter.
Programmet blev år 2019 nominerad till en Kristallen för Årets program dock utan att vinna.

## Handling
I serien beger sig programledaren Peter Jihde till USA för att träffa personer med extrema åsikter. Bland annat besöker Jihde en gudstjänst där man välsignar vapen, han besöker även Palace Mobile Home Park där det enbart bor sexförbrytare. Vidare träffar Jihde Mark Culligan som ägnar sig åt att "bota" homosexuella.